# Greenway Estate
Greenway Estate, även känt som Greenway House, är en egendom vid floden Dart nära Galmpton i Devon, England. En gång i tiden var det författaren Agatha Christies hem, men ägs nu av National Trust.
Egendomen betjänas av en ångjärnväg med tåg från Paignton och Kingswear som stannar vid Greenway Halt station.

## Historia

### Plats och tidig utveckling: fram till 1938
Greenway ligger på den östra stranden av tidvattenfloden Dart, mittemot byn Dittisham på den motsatta stranden. Gården ligger två mil från Galmpton, den närmaste byn, och ligger i South Hams-distriktet i det engelska grevskapet Devon. Greenway ligger tre mil norr om Dartmouth. En tidig historiebok om Devon beskrev Greenway som "mycket behagligt och bekvämt beläget, med förtjusande utsikter att skåda bark och båtar".
Greenway nämndes första gången 1493 som "Greynway", korsningen av Dart till Dittisham. I slutet av 1500-talet byggdes en herrgård i Tudorstil, Greenway Court, av Otto och Katherine Gilbert, medlemmar av en sjöfararfamilj från Devon. Ett av familjens skepp hette The Hope of Greenway och enligt Sara Burdetts historia om egendomen är det troligt att de höll sina skepp förtöjda i floden. Paret fick tre söner, alla födda i Greenway. År 1583 tog sonen Sir Humphrey över Newfoundland åt Elisabet I, medan hans bror Sir John bodde på Greenway. Humphrey och Johns halvbror Sir Walter Raleigh bodde också i huset. År 1588 fick John ansvaret för 160 krigsfångar som tillfångatagits under den spanska armadan. Han satte dem i arbete på gården och jämnade marken med marken.
Inte mycket är känt om den ursprungliga Tudor-byggnaden, men med tanke på familjens status anser Burdett att den "förmodligen designades i stor skala". En arkeologisk undersökning av det nuvarande husets hall visar tecken på en Tudor-gård under huset. Rester av Tudorslipen från båthuset kan ses vid lågvatten.
Omkring år 1700 gjorde familjen Gilbert det närliggande Compton Castle till sitt familjesäte och sålde Greenway till Thomas Martyn, bosatt i Totnes, också i Devon. Under de följande 90 åren gick huset i arv genom familjen Roopes – Martyns frus familj – tills det testamenterades till en avlägsen släkting till familjen, Roope Harris, på villkor att han ändrade sitt efternamn till Roope. Roope Harris Roope, som han blev, byggde det som nu är det befintliga huset i georgiansk stil. Roope sålde Greenway 1791 till en Edward Elton för över 9 000 pund. Roope gick i konkurs år 1800. Burdett menar att detta kan ha berott på den summa pengar som spenderades på att återuppbygga Greenway.

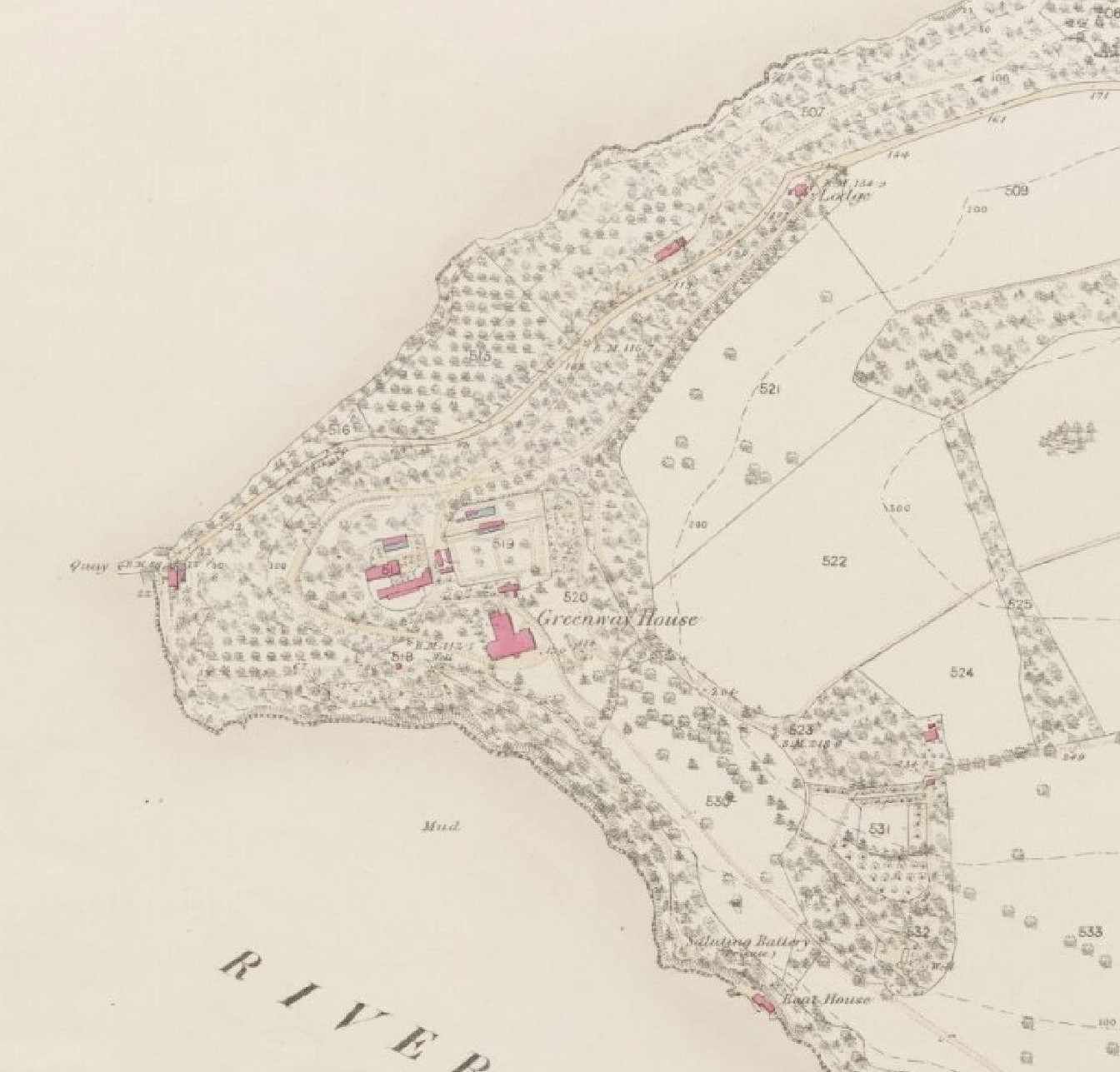
Karta från 1854 som visar huset vid Greenway

Familjen Elton utvecklade trädgården, med viss ombyggnad av landskapsarkitekten Humphry Repton. Någon gång i slutet av 1700-talet revs Tudorhuset helt och hållet. Burdett anser att det möjligen var Roope, medan Historic England anser att det var mer troligt att det var Edward Elton.  Eltons son James tog över huset vid sin fars död 1811 och utökade egendomen genom att lägga till två flyglar till huset, för en matsal och en salong. Han betalade också för en ny väg från Galmpton till Greenways färja, vilket ändrade tillfarten till egendomen. När han sålde gården 1832 förändrades den mycket. En stor köksträdgård, bassäng, båthus och omgjorda trädgårdar. Egendomen köptes, om än bara tillfälligt, av en Sir Thomas Dinsdale, men såldes snart för 18 000 pund till överste Edward Carlyon, vars familj ägde Tregrehan House i Cornwall. Familjen Carlyon gjorde inga större förändringar i husets inre, men enligt Burdett är de troligen ägarna som lät bygga ett stenparti i sluttningen öster om huset.

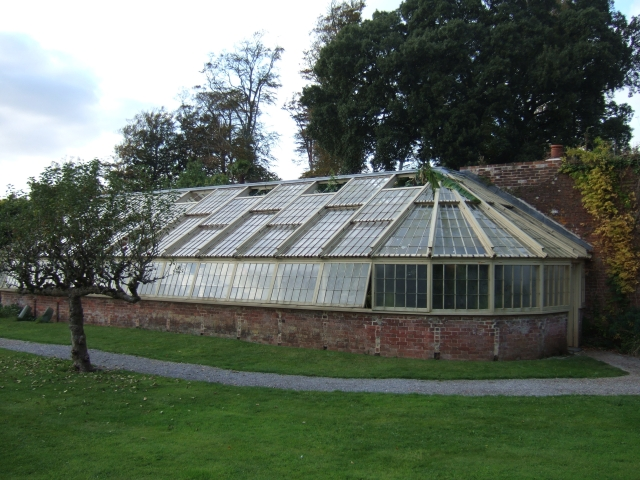
Ett växthus i den muromgärdade trädgården, installerat av Richard Harvey

Carlyon ärvde Tregrehan House 1842 och flyttade dit året därpå. Greenway hyrdes ut till en rad hyresgäster tills det såldes två gånger i snabb följd, den sista gången till Richard Harvey – en koppar- och tennmagnat från Cornwall – och hans fru Susannah. Familjen Harvey utvecklade egendomen i stor utsträckning, restaurerade stallet och sidobyggnaderna, installerade två nya växthus och dekorerade om interiören. De restaurerade stora delar av Galmpton, bland annat genom att bygga byns skola och Manor Inn. Harvey förvärvade också herraväldet över godset Galmpton. Harvey dog 1870 och hans hustru 1882. De hade inga barn att föra egendomen vidare till, och den såldes för 44 000 pund till Thomas Bedford Bolitho. Bolitho, parlamentsledamot för St Ives, lade till vad Burdett beskriver som "ett cornwallskt inflytande" på trädgårdarna, och introducerade växter som kamelior, magnolior, rhododendron och lagerblad. Han byggde en ny östra flygel till huset 1892, som inkluderade ett biljardrum, arbetsrum och sovrum. Den revs 1938. Bolitho dog 1919 och huset gick över till hans dotter Mary och hennes make Charles Williams, vars familj ägde Caerhays Castle nära St. Michael Caerhays. Tillsammans lade paret till flera nya sorter av växter från plantskolor i Cornwall. 1937 återvände de till Cornwall och sålde egendomen till Alfred Goodson. Han delade upp gården och sålde den året därpå. Huset, med 36 tunnland (15 ha) mark, var till salu för 6 000 pund.

### Agatha Christie och senare: 1938 och framåt
År 1938 var författaren Agatha Christie och hennes man, arkeologen Max Mallowan, besvikna på sitt hem i närliggande Torquay. Staden hade förändrats under de föregående åren, och den en gång oavbrutna utsikten över havet från huset blockerades av nya byggnader. När Christie såg sig omkring i södra Devon såg hon att Greenway var till salu. Hon hade sett egendomen under sin ungdom och alltid tyckt att den var "den mest fulländade av de olika fastigheterna på Dart". I sin självbiografi skrev hon:
| ” | En dag såg vi att det fanns ett hus till salu som jag hade vetat om när jag var ung... Så vi gick över till Greenway, och huset och tomten var mycket vackra. Ett vitt georgianskt hus från omkring 1780 eller 90, med skogar som sveper ner till Dart nedanför, och en massa fina buskar och träd – det perfekta huset, ett drömhus | „ |

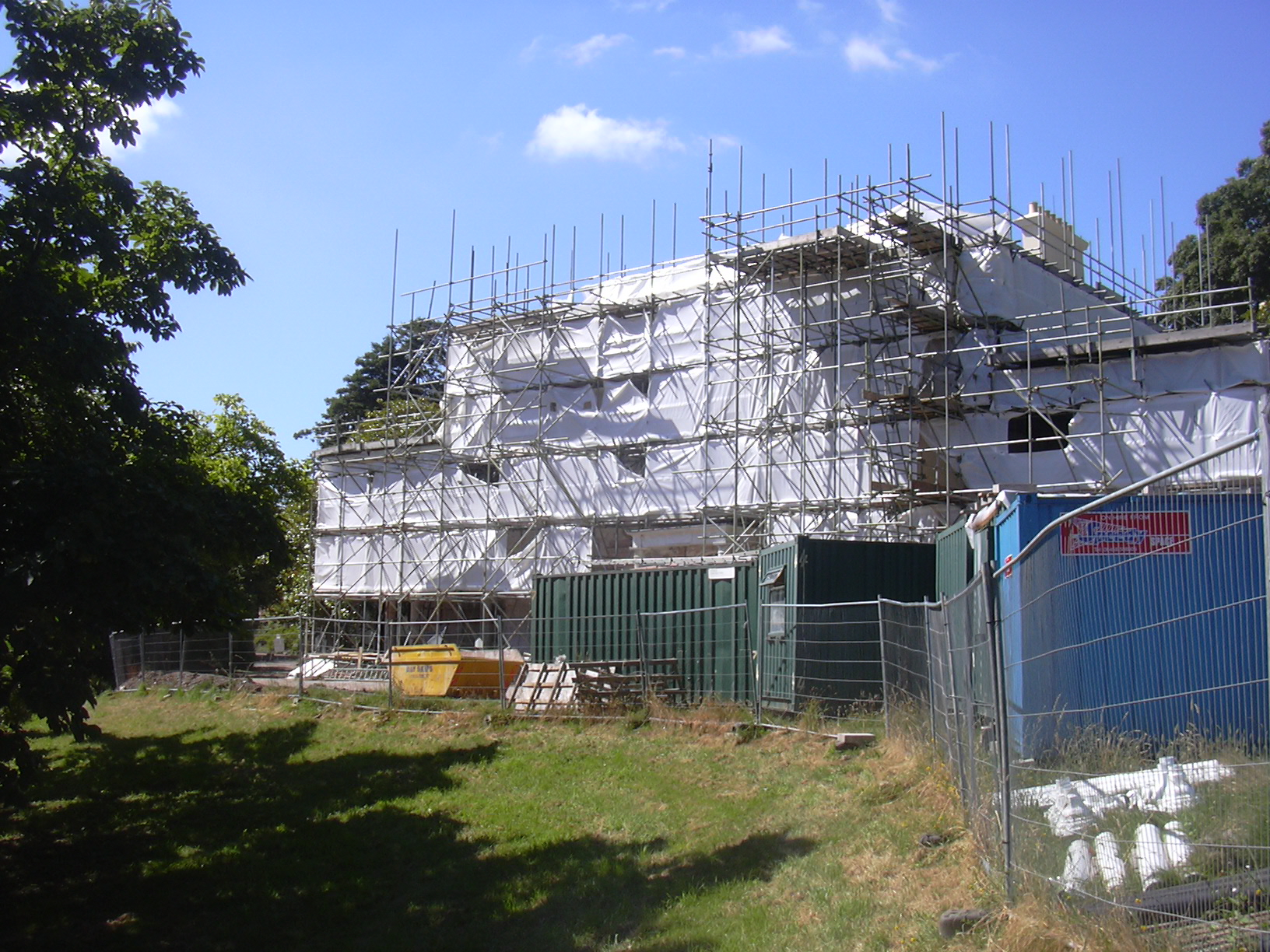
Huset i juli 2008, under restaurering

År 1940, medan andra världskriget rasade, gav sig Agatha Christie av för att förena sig med sin man i London. Hon hyr ut Greenway till en mrs Arbuthnot som vill ta hand om barn som evakuerats från St Pancras. Men amiralitetet rekvirerade egendomen för att hysa ett fyrtiotal officerare i den amerikanska flottan. I slutet av kriget fann paret Mallowan/Christie Greenway i gott skick, eftersom militären hade tagit väl hand om det. De enda spåren av deras vistelse var en stor fresk i biblioteket som representerar de platser där soldaterna varit stationerade, samt fjorton toaletter i källaren.
Huset beboddes av Christie och Mallowan fram till deras död 1976 respektive 1978, och förekom under olika skepnader i flera av Christies romaner. Christies dotter Rosalind Hicks och hennes man Anthony bodde i huset från 1968 fram till Rosalinds död 2004.
Greenway Estate förvärvades av National Trust år 2000. Den 21 maj 1985 blev Greenway House kulturminnesmärkt av English Heritage (numera Historic England) med listnummer 1108548. Guideboken Pevsner för Devon beskriver den som "lång, sengeorgisk, stuckatur". Trädgårdarna och parkerna är klass II-listade i National Register of Historic Parks and Gardens. Huset och trädgårdarna är öppna för allmänheten, liksom Barn Gallery. De stora trädgårdarna vid floden innehåller växter från södra halvklotet, medan Barn Gallery visar verk av samtida lokala konstnärer.

## Inspiration till Agatha Christies verk

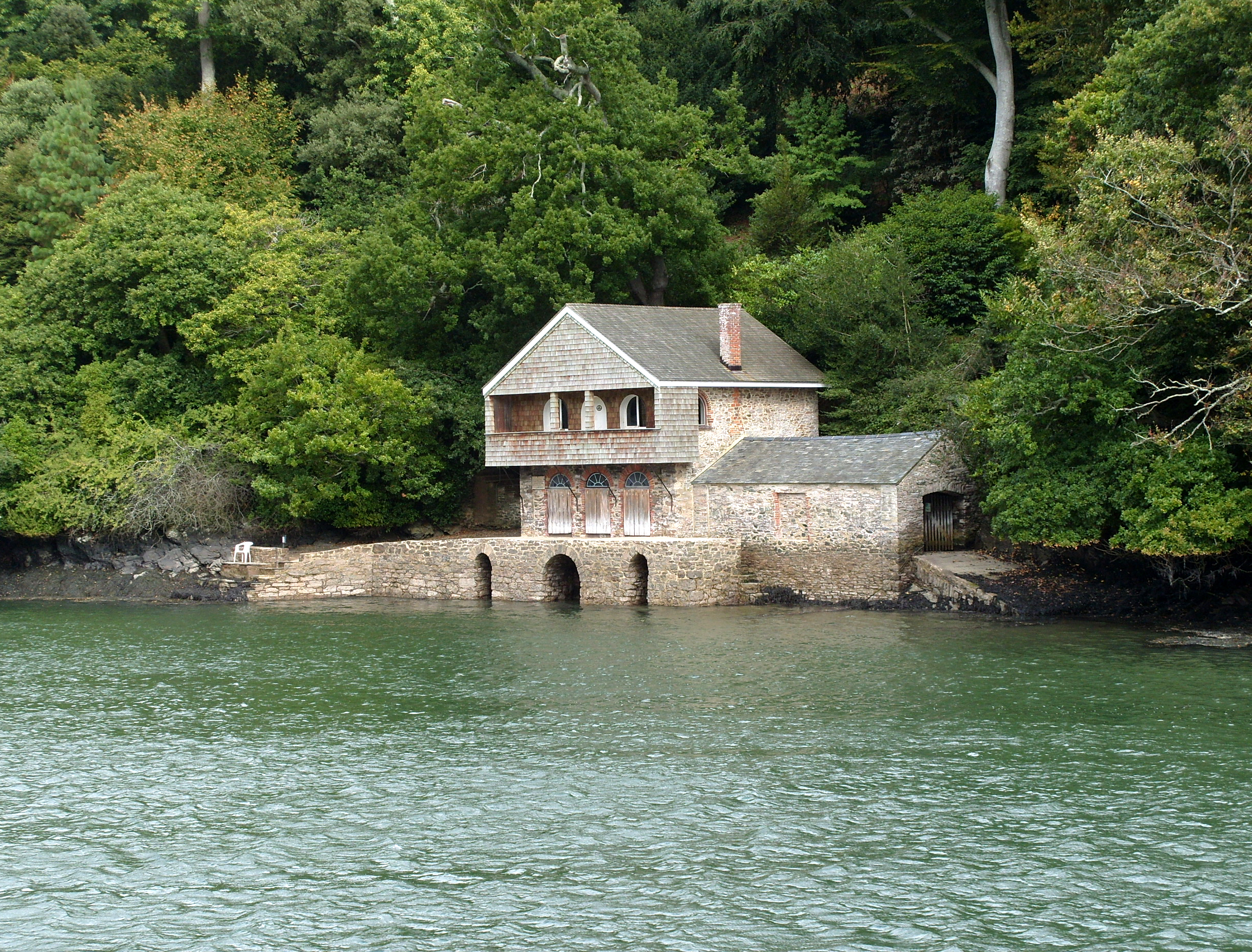
Båthuset, platsen för det första moret i Död mans fåfänga.

Agatha Christie använde ofta platser som var bekanta för henne som miljöer för sina intriger. Greenway Estate och dess omgivningar i sin helhet eller i delar beskrivs i följande romaner:
- ABC-morden (1936)

Karaktären Sir Carmichael Clarke, en förmögen man från Churston, är ett av tre offer som har fått ett exemplar av A.B.C. Railway Guide kvar vid sin kropp. Churston ligger två miles från Greenway Estate och stationen före Greenway Halt på ångjärnvägen. I handlingen refererar "C" i "ABC" till Churston samt karaktärens namn.
- Fem små grisar (1942)

Gångvägen som leder från huvudbyggnaden till utsiktsplatsen över floden Dart och själva platsen (där mordet sker) beskrivs i detalj eftersom romanens huvudpersonernas rörelser på dessa platser är en integrerad del av handlingen och upplösningen av mördaren.
- Klockan K (1944)

Egendomens läge mittemot byn Dittisham, som delas från varandra av floden Dart, spelar en viktig roll för en av de misstänktas alibi och en nattlig simtur.
- Död mans fåfänga (1956)

Båthuset i Greenway Estate beskrivs som den plats där det första offret hittas, och den närliggande färjeläget fungerar som platsen där ett annat mordoffer dras i vattnet för att dö genom drunkning. Andra platser som beskrivs är växthuset och tennisbanan, där Mrs. Oliver placerade ut riktiga ledtrådar och villospår för "mordjakten". Grindstugan vid Greenway Estate fungerar som hem för Amy Folliat, den tidigare ägaren av Nasse House.
Greenways hus och trädgårdar används också som miljö för Agatha Christies novell "Skuggan på fönstret" i samlingen Den mystiske Mr Quin, som publicerades första gången 1930, åtta år innan hon köpte egendomen.

## Populärkultur
- ITV:s Agatha Christie's Poirot-avsnittet "Död mans fåfänga" spelades in i huset.[27]
- Gården är platsen för mordmysterieromanen Death at Greenway. Författaren Lori Rader-Day säger att hon inspirerades att skriva romanen efter att ha läst att egendomen hyste barn som var krigsevakuerade under andra världskriget.[28]